# Ligfærd
Ligfærd è un album discografico della one man band danese Nortt, pubblicato nel 2005 dalla Possession Productions.

## Il disco
L'album è stato registrato ai Mournful Monument tra il 2004 ed il 2005. Il mastering è avvenuto al The Crypt ed è stato effettuato da J. Hasseriis e Nortt. Inizialmente, il 9 novembre 2005, Ligfærd viene pubblicato in musicassetta dalla Possession Productions in 418 copie. Nel 2006 il disco viene stampato in CD dalla Total Holocaust Records, in 3 000 copie, e in LP da Viva Hate Records, 500 copie, e Cryptia Productions, 300 copie. La versione CD è stata ripubblicata dalle etichette Red Stream nel 2007 e Cyclone Empire nel 2010.

## Tracce
Testi e musiche di Nortt.
1. Gudsforladt – 4:04
2. Ligprædike – 8:36
3. Vanhellig – 8:07
4. Tilforn Tid – 12:05
5. Dødsrune – 8:32
6. Ligfærd – 3:56

Durata totale: 45:20

## Formazione
- Nortt - voce e tutti gli strumenti